# James Brooke
Pour les articles homonymes, voir Brooke.
Sir James Brooke, dit le Rajah de Sarawak, né le 29 avril 1803 à Bandel en Inde, et mort le 11 juin 1868 à Burrator (en) dans le Devon au Royaume-Uni, est un soldat et aventurier britannique, premier rajah blanc du royaume de Sarawak.

## Biographie
Il est né d'un père anglais, magistrat et administrateur de la Compagnie anglaise des Indes orientales et d'une mère écossaise. Quand il a 12 ans, ses parents l'envoient dans une grammar school (lycée) en Angleterre. À 16 ans, il s'engage dans l'armée du Bengale. La première guerre anglo-birmane éclate en 1824. Le jeune Brooke lève un corps de cavalerie formé de volontaires qu'il mena au combat. Il connut son baptême du feu à Rungpore en janvier 1825. Il est blessé à sa première charge et rapatrié en Angleterre.
En 1830, il repart pour Madras mais arrive trop tard pour rejoindre l'armée. Il essaie alors de se lancer dans le commerce en Extrême-Orient, sans succès.
En 1835, son père meurt, lui léguant 30 000 livres, avec lesquelles il achète un bateau. Il met le cap sur Bornéo le 27 juillet 1839 après un long périple jusqu'à Singapour. Après une première prise de contact avec les lieux et le souverain local, le Rajah Mudah Hassim, Brooke met le cap sur les Îles Célèbes et Singapour. Le retour à Bornéo se fait six mois plus tard. Il arrive à Kuching, la capitale locale, en plein soulèvement des Dayak contre le sultan du Brunei. Il offre ses services au sultan et parvient à un règlement pacifique de l'affaire. Le sultan lui confère le titre de rajah (vice-roi) de Sarawak en gage de reconnaissance pour son implication dans la résolution du conflit. 
Devenu une véritable idole en Angleterre, James Brooke incarne alors l'idée que l'on se fait de la grandeur du pays. Brooke obtint ainsi plusieurs titres honorifiques. On le nomme citoyen d'honneur de Londres, il est promu consul général de Bornéo par le gouvernement britannique, il reçoit également le titre de docteur honoris causa de l'université d'Oxford ainsi que celui de la King Edward VI Grammar School (en) de Norwich. Au lendemain de son voyage en Angleterre en 1847, James Brooke est élevé au rang de chevalier commandeur du très honorable ordre du Bain, un important titre britannique.

## Le Royaume de Sarawak
Brooke entreprend alors de réformer l'administration du territoire, promulgue des lois et lutte contre la piraterie, un problème persistant tout le long de son gouvernement. Brooke rentre temporairement en Angleterre en 1847, où on le nomme gouverneur et commandant en chef de Labuan et consul général britannique à Bornéo. En 1851, Brooke est l'objet d'accusations de malversations. Une commission royale d'enquête est nommée à Singapour, qui conclut à l'absence de preuves.
Brooke gouverne le royaume de Sarawak jusqu'à sa mort en 1868. Son neveu, Charles Anthony Johnson Brooke, lui succède comme rajah.

## Inspiration
- James Brooke a servi de modèle pour Lord Jim de Joseph Conrad (1899-1900).
- James Brooke apparaît dans l'œuvre de l'écrivain Emilio Salgari, qui fait de lui l'un des principaux adversaires de son héros Sandokan surnommé « le Tigre de la Malaisie ». Dans la série télévisée franco-germano-italienne Sandokan de 1976, inspirée des romans de Salgari, le rôle de James Brooke est interprété par l'acteur italien Adolfo Celi.
- James Brooke inspire certains tomes (dont Le trésor du Rajah Blanc) de la bande dessinée franco-belge Théodore Poussin de Frank Le Gall (1987-2005).

## Filmographie
- Edge of the World, film de 2021 de Michael Haussman avec Jonathan Rhys Meyers dans le rôle de James Brooke.